# Dimitrios Itoudis

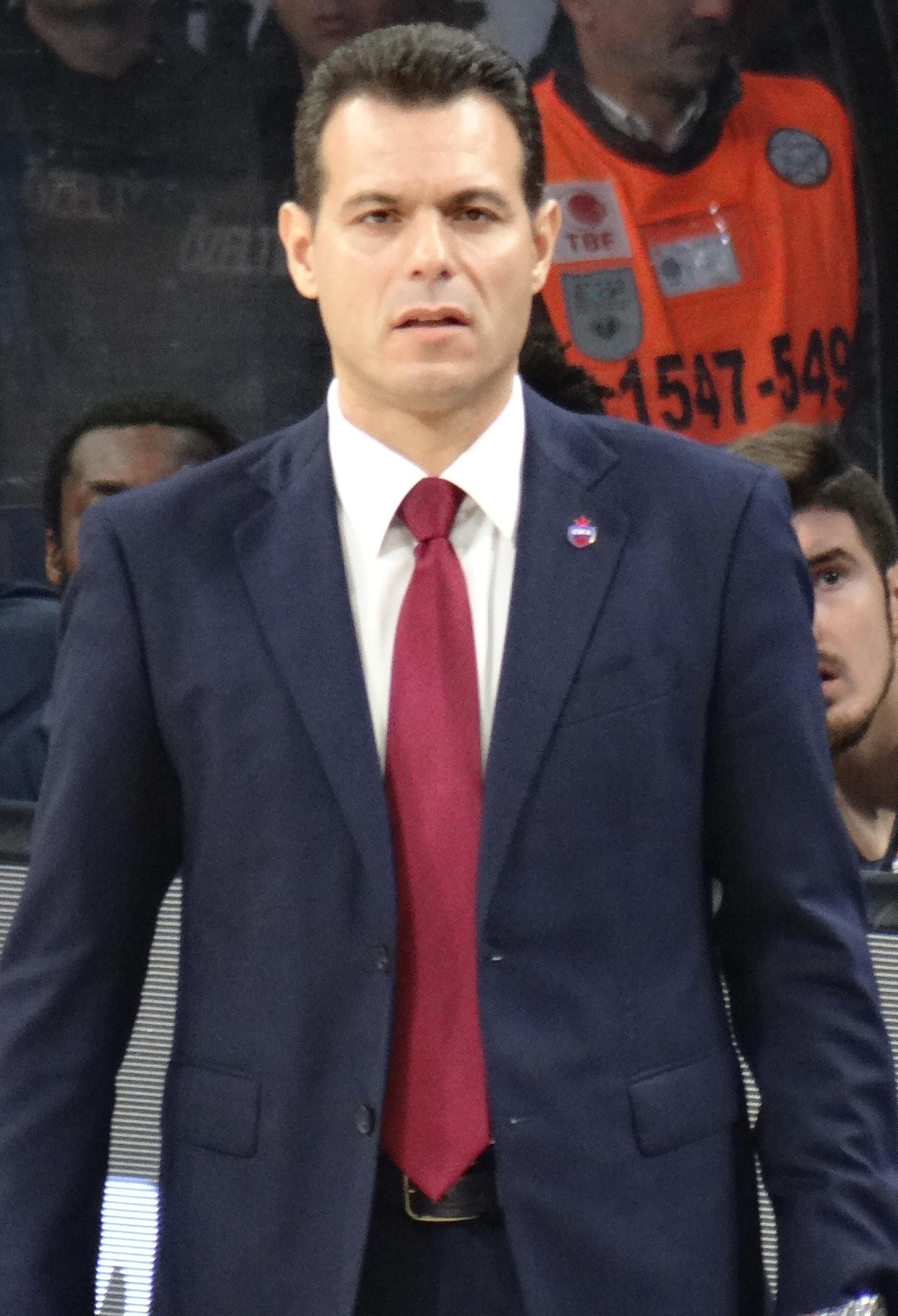

Dimitrios Itoudis (Veria, 8 de septiembre de 1970) es un entrenador griego de baloncesto que actualmente entrena al Hapoel Tel Aviv.

## Carrera deportiva
Inició su carrera en Croacia cuando aún era estudiante y a los cuatro años de retornar a tierras helenas se convirtió en la mano derecha de Željko Obradović, a quien acompañó durante 13 años en la época dorada del Panathinaikos, ganando cinco veces la Euroliga. Ambos abandonaron el club heleno en 2012, tomándose un año sabático.
Durante algunas ligas de verano ha formado parte del personal técnico de los Orlando Magic. A lo largo del curso 2012-13 (el de su descanso) tuvo un blog de análisis técnico en la web oficial de la Euroliga. La temporada 2013-14 llevó al Banvit al primer puesto de la liga regular turca, si bien luego cayó en la semifinal de los playoffs.
Tras la marcha de Messina en 2014 a los Spurs, el CSKA Moscú apostó por él y le dio las riendas de la dirección técnica del equipo. Dos años después ganó la Euroliga 2015-16, después de ocho años de sequía del equipo moscovita. Repitió su éxito al conquistar la Euroliga 2018-19.
El 19 de junio de 2022, firmó por el Fenerbahçe de la Basketbol Süper Ligi por tres temporadas, si bien fue destituido en diciembre de 2023. Un año después fichó por el Hapoel Tel Aviv de la Ligat ha'Al israelí.

## Trayectoria
- 1995-96. PAOK B.C..  Grecia.
- 1996-97. Panionios B.C.. (Asistente).  Grecia.
- 1997-99. Filippos B.C.  Grecia.
- 1999. MENT B.C..  Grecia.
- 1999-12. Panathinaikos B.C..(Asistente).  Grecia
- 2013-14. Banvit.  Turquía.
- 2014-22. CSKA Moscú.  Rusia.
- 2022-23. Fenerbahçe.  Turquía.
- 2024-. Hapoel Tel Aviv.  Israel.